# Prorazili blokádu
Prorazili blokádu (Les Forceurs de blocus) je historická novela francouzského spisovatele Julesa Verna z období americké občanské války. Novela byla poprvé otištěna roku 1865 v listu Musée a knižně vyšla roku 1871 jako doplněk ke svazku s autorovým románem Plující město (Une ville flottante) z jeho cyklu Podivuhodné cesty (Les Voyages extraordinaires). Příběh se odehrává v době federalistické námořní blokády Charlestonu, přístavu v Jižní Karolíně. James Playfair se snaží tuto blokádu svou lodí prorazit, aby osvobodil otce Jenny Halliburttové, dívky, kterou miluje, ze zajetí Konfederace. Podobně jako v Tajuplném ostrově zde Verne glosuje v té době aktuální a převratné události americké občanské války.

## Česká vydání
- Nevěsta z moře, tiskem Národní tiskárny a nakladatelstva, Praha 1890, přeložil Pavel Projsa
- Blokádou, Alois Hynek, Praha 1906, přeložil Pavel Projsa, vyšlo v jednom svazku společně s románem Plovoucí město, znovu 1911 a 1921.
- Prorazili blokádu, Josef R. Vilímek, Praha 1930, přeložil Vítězslav Unzeitig, vyšlo v jednom svazku společně s románem Plující město.
- Prorazili blokádu, Mustang, Plzeň 1995, obsaženo ve svazku s názvem Doktor Ox a spol..
- Prorazili blokádu, Návrat, Brno 2002, přeložil Vítězslav Unzeitig, obsaženo ve svazku s názvem Martin Paz.
- Prorazili blokádu, Omega, Praha 2022, přeložil Vítězslav Unzeitig, obsaženo ve svazku s názvem Plující město.